# تاريخ تلمسان
يدعي أهالي تلمسان أن تاريخهم يعود إلى ماض بعيد وأن بلدهم هو الذي شهد رحلة الخضر وموسى وأن بها جداراً هو ذلك الجدار الذي أقامه الخضر. ولكن ابن خلدون يعترض على هذا الإدعاء، ويعتبر هذا السور المزعوم أسطورة من صنع أهالي تلمسان والذين أفرطوا في التحيز لمدينتهم وتمجيدهم لمسقط رأسهم والعلوم التي يدرسونها كما أنهم يفتخرون بالمهن التي يمارسونها.

## ما قبل التاريخ
منذ عهود ما قبل التاريخ، عاش البشر في كهوف بمنطقة القلعة العليا وبودغن لعدة قرون تحت هضبة لالة ستي. وكانت المنطقة بالقرب من تلمسان مأهولة بالسكان منذ العصر الحجري، كما يتضح من اكتشاف في 1875 من قبل ج. بلايتشر (G. Bleicher) آثار قديمة منها معاول مصقولة في كهوف بودغن تعود إلى العهد الحجري. حيث اسوطنت لما يقرب من مائة كهف والتي تعرف باسم- قلعة المارجدية- Tameradit تامراديت. أما في عام 1941 قام السيد ايستاوني (M. Estaunié) بالعثور في باب القرمادين على صاقلة للحجر رائعة تعود كذلك للعصر الحجري وهي حاليا في المتحف المدينة.
كما اكتشفت في الكهوف في هضبة لالة ستي قرية بني بوبلان. مواقع أثرية غنية تتكون من مجموعة 2 000 قطعة يعود تاريخها إلى العصر الحجري المتوسط ومختلطة مع عظام بشرية.
إن تاريخ تلمسان لم يبدأ كما ذكره أبادي. في القرن الثالث للميلاد مع الاحتلال الروماني، لأنه من الصعب الاعتقاد بأن هذه المدينة الغنية والاستراتيجية، والتي سميت ب «أغادير» (القلعة باللغة البربرية)، لم تكن واحدة من المدن القوية في موريطانيا القيصرية وإمبراطورية صيفاقس، وماسينيسا ويوغرطا.

## العهد الروماني-القرطاجي

### الحقبة الرومانية

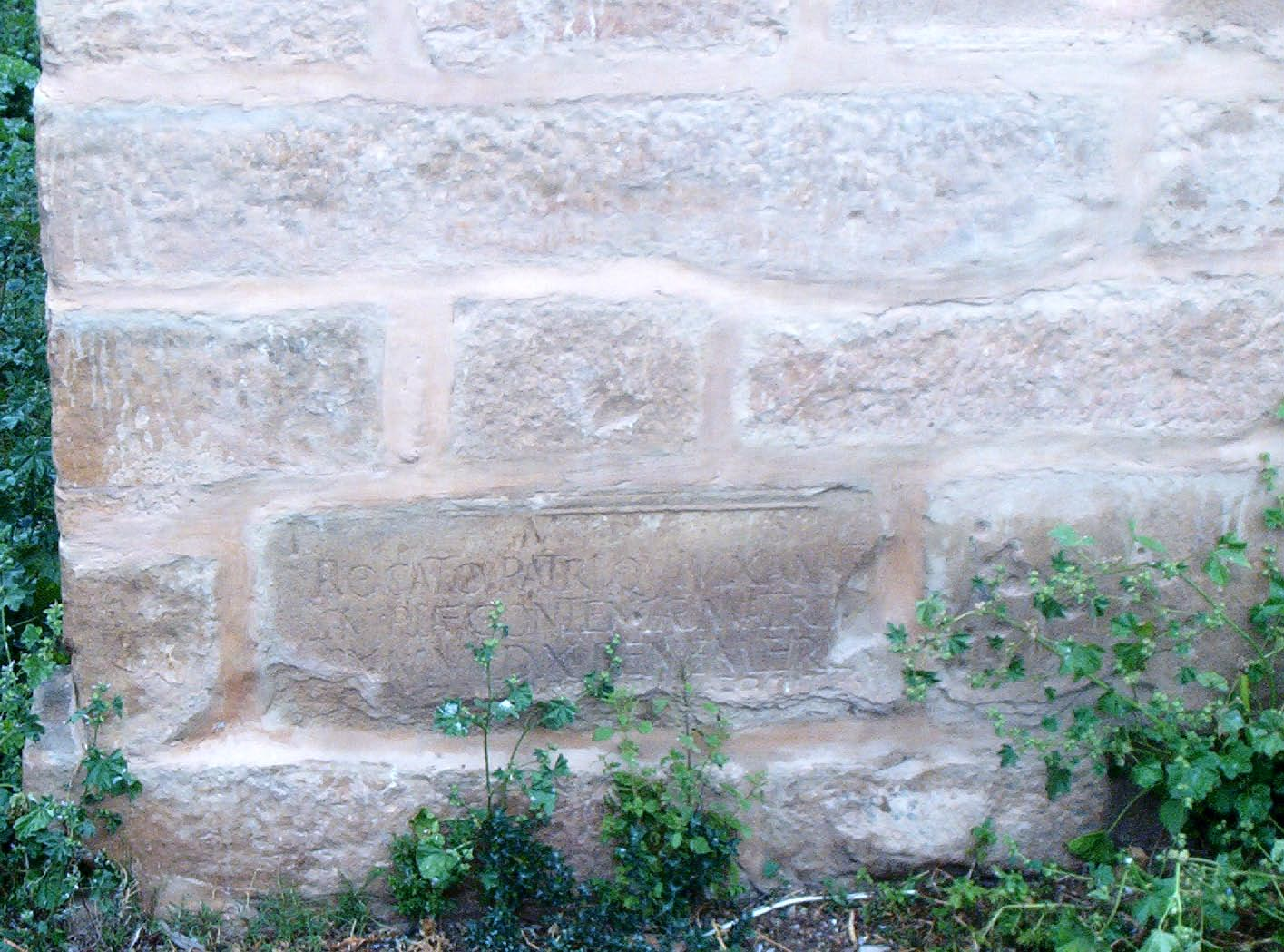
من مآثر بوماريا الرومانية في تلمسان

- في سنة 201، أسس أول مركز عسكري روماني على صخرة تطل على سهل شتوان بـ7 هكتارات وسمي ببوماريا (Pomaria) وهي كلمة لاتينية بمعنى «البساتين»، إشارة للأراضي المخضرة المهيمنة على المنطقة. ليشكل نقطة ولادة مدينة ستلعب دورا مهما حيث تمركز مجموعة من السكان والتجار فبنو مسكانهم على الحواف الجنوبية لقلعة بوماريا. ولتصبح بوماريا معسكرا رومانيا ثابتا، وكما كانت تبنى المعسكرات الرومانية كان لها أربعة أبواب على شكل مستطيل، الباب الأول أو الباب البريتوري نحو الشرق والباب الثاني نحو الغرب ويسمى بالباب الديكومي. زائد بابان على الناحتين المتبقيتين. كما كان للمدينة سورا يحيط بها، ومركزا للقيادة، وسوقا وكان لها أيضا مخزنا للأسلحة والموارد الثمينة. كما لعبت المدينة دورا دينيا كبيرا حيث أصبحت مقرا لأبرشية الأسقف الكاثوليكي. حيث اشتهر من خلال تدخلات اسقفها لوجيونيس بوماريانسيس الذين شارك في العديد من المجالس وانتهى به المطاف بعد رحلات الذهاب والإياب بأن قتل في إحداها.

واعتبرت هذه القلعة العسكرية بمثابة الخط الأخير للدفاع عن الأراضي الخاضعة لروما كما اعتبرت نقطة التقاء للجحافل الرومانية المتوجه نحو موريطانيا الطنجية.
كما أن موقع هذه المدينة جعل منها مفترق طرق ما بين طريقين مهمين في هذا العصر: الأول يربط ألبولاي Albulae (عين تموشنت) ويؤدي نحو ميناءي بورتوس ديفينيس Portus Divini (وهران والمرسى الكبير)، والثاني سيقا (سيق) (عاصمة إمبراطورية صيفاقس) ومرفقها البحري عند مصب وادي التافنة (رشقون).
بوماريا، هذه المدينة القديمة التي تقع شرق تلمسان الحالية، لا نعرف حدودها حيث أصبحت تحتلها اليوم الحدائق والمساكن والعمارات وكذلك محطة السكك الحديدية. ومع ذلك، فإن بعض الأحجار المنحوتة والتي أعيد استخدامها في المباني هي كل ما تبقى من تلك البيوت الجميلة والآثار العامة والتي كانت تفتخر بها تلك المدينة. والتي أعيد استعمالها كقاعدة لمئذنة مسجد أغادير العتيق والتي لا تزال موجودة حتى الآن، ولتعطينا بنقوشها اللاتينية بعض المعلومات عن نشوء هته المدينة.
خلال القرنين الخامس والسادس، بوماريا لم تعد جزءا من روما، وتغيرت تبعيتها مرتين. في 429، تحت سلطة ملك الوندال جينزريك القادم من أسبانيا، والذي قام بموطئ قدم على الساحل المغربي، وبعد عشر سنوات دخل قرطاج.
وبعد مائة عام، الإمبراطور جيستينيان أرسل من القسطنطينية جيشا بقيادة بيليساريوس الذي أخرج من دون جهد يذكر البلاد من سلطة الوندال.
هؤلاء الأسياد الجدد قد أعادوا إلى المنطقة التقاليد الرومانية كما ادخلوا المنطقة إلى المسيحية ليضعوا حدا للهرطقة الآرية التي فرضها الوندال على أهالي المنطقة. عانت بوماريا من الاضطرابات والفوضى التي قام بها. 80 000 وندالي. واحدة من عصاباتهم شوهدت في ألتافا على بعد 30 كم من تلمسان. ولم تسلم بوماريا من الدمار.
ولكن الاحتلال البيزنطي بقي متمركزا في وسط الجزائر دون سيطرة حقيقية على المناطق الغربية للبلاد. أين بقيت تلك المنطقة تحت سلطة ملوك برابرة، كما حوت المدينة خليطا من مختلف الديانات: الوثنيين واليهود والمسيحيين.

### في الدولة النوميدية
لم تظهر الممالك الأمازيغية في شمال إفريقيا إلا في القرن الثالث قبل الميلاد وكانت الأسرة مملكة ماسيسيليا (أو الماسيل)، تسكن نوميديا الغربية، وكان من أهم ملوكها صيفاقس وابنه ورمندة.
يعد الملك صيفاقس (Syphax) أو سفك عند ابن خلدون من الملوك الأمازيغ الأوائل الذي عمل على توحيد ساكنة تامازغا إلى جانب الملك ماسينيسا والملك ورمندة. واتخذ من سيقا عاصمة له (عين تموشنت). ونوميديا الغربية تمتد من وادي الشلف شرقا إلى وادي ملوية غربا، وكانت لتلك الدولة علاقات دبلوماسية مع كل من قرطاجة وروما.
وفي الحروب البونية الثانية استطاعت روما، أن تتحالف مع ماسينيسا، وتوسع هيمنتها باتجاه الغرب إلى أن قضت على الممالك كلها؛ ولم تبق إلا بصورة شكلية، في مملكة موريطانيا القيصرية.
وبعد وفاة الملك صيفاقس، تولى ابنه ورمندة وراثة الحكم، وعاش بعد أبيه بضع سنوات.
وبعد سقوط دولة صيفاقس اندلعت ثورات أمازيغية مضادة للرومان اتخذت صبغة عسكرية كمقاومة يوغرطة وكذلك مقاومة تاكفاريناس نحو 17 م حيث أثار قبائل زناتة ضد الرومان. وتوفي في بوماريا، 

### الفترة ما بين العهد الروماني والفتح الإسلامي
من نهاية الحكم الروماني إلى الفتح الإسلامي، لا نعرف سوى القليل عن تاريخ هذه المنطقة. وهذا ما دعا فيليكس إميل غوتييه بدعوة هته الفترة بـ «القرون الغامضة للمغرب العربي». حيث تميزت بالفوضى والتجزئة السياسية وظهور الإمارات البربرية المحلية التي يديرها سلاطين محليين.

تمثل الخارطة الدولة النوميدي الغربية بالأخضرة الشرقية بالأصفروالتي كالنت تحت حكم على التوالي سافكس وكالا

## العهد الإسلامي
يعد بربر مغراوة هم أول من تفاوض مع الخليفة عثمان بن عفان خلال ظهور الإسلام أيام الفتوحات الإسلامية وساعدوا عقبة بن نافع في فتوحاته وكان زمار ابن صولات أول سفير لهم عند الخليفة الذي عينه ليحكم زناتة. وبعد سقوط الخلافة الراشدة وبداية الدولة الأموية بعث معاوية بن أبي سفيان، معاوية بن حديج السكوني من مصر لافتتاح أفريقية سنة 45هـ/675م ثم عقبة بن نافع إلى أن ولى يزيد بن معاوية أبو المهاجر دينار واليا على أفريقية وكانت رياسة البربر يومئذ لكسيلة وكان مسيحي فأسلم أول الفتح ثم ارتد عند ولاية أبي المهاجر واجتمع إليه القبائل وزحف بهم حتى نزل عيون تلمسان وهزمه أبو مهاجر وظفر به وبه سميت عيون أبي المهاجر ثم استفتح الحصون مثل ماغانة ولميس ولقيه ملوك البربر بالزاب وتاهرت فغلبهم جميعا.
وبعد الفتح الإسلامي عندما وقفت حدود دولة بني العباس عند وادي شلف قامت في إقليم تلمسان دولة خارجية هي دولة أبي قرة اليفرني الذي اتخذ لنفسه لقب الإمامة.

### دولةبني يفرن
.

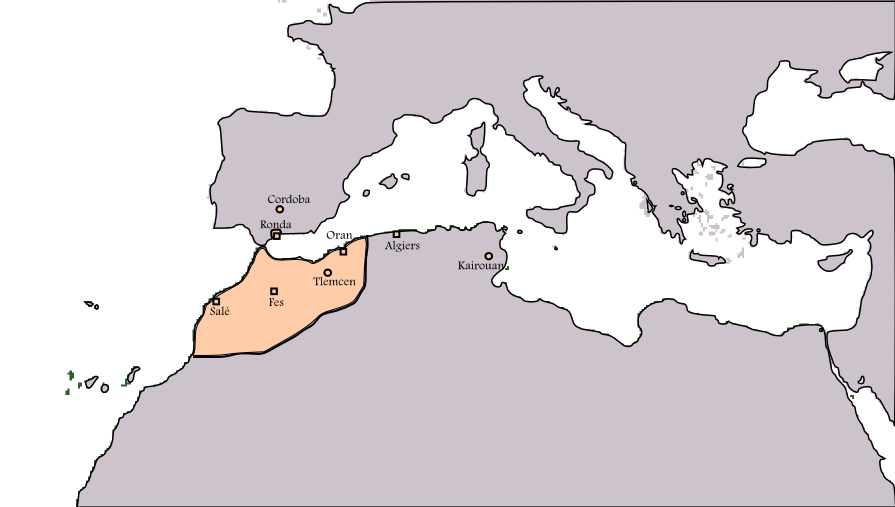
دولة بني يفرن

منطقة تلمسان كانت لقبيلة زناتة(المتكونة من بنو يفرن ومغراوة)قبل وصول الأمويين.
في 767 م قام أبو قرة والذي كان إلى قبيلة بني يفرن في تلمسان، ليصبح قائدا لقبيلته. ثم توحّد جميع القبائل الخارجية في المغرب تحت امرته ليقوم بثورة ضد الأموين أيام هشام بن عبد الملك كنتيجة للضرائب المرتفعة وجشع امراء الأمويين المحليين واضطهادهم للسكان المحليين. أين دعا لنفسه بالإمارة. وهو الذي أسس سنة 790م مدينة أغادير كعاصمة للدولة الصفرية الخارجية على أنقاض بوماريا الرومانية. حتى جاء المولى إدريس الأول من سلالة علي إلي أغادير. أين فرّ إليها من بطش الأمويين.

### الدولة الإدريسية

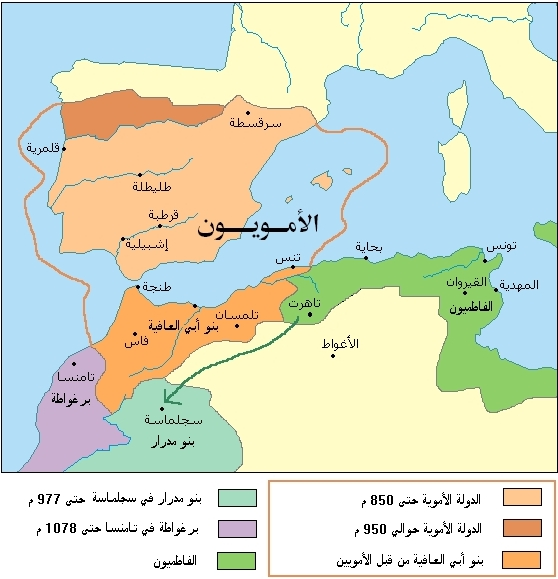
الدولة الأموية في الأندلس واتساعها في بلاد المغرب

بعد انتهاء معركة فخ التي جرت في الحجاز بين العباسيين والعلويين بسيطرة العباسيين من جديد، نجا من قادة هذه المعركة «إدريس بن عبد الله بن الحسن»، واتجه إلى مصر ومعه خادمه راشد، حتى وصلا إلى تلمسان سنة (170هـ == 786م)، وأقاما بها عدة أيام طلبًا للراحة، ثم استأنفا سيرهما نحو الغرب، وبعد مبايعته بالخلافة في (14 من رمضان 172هـ == 15 من شباط 788م)، فدخلت في دعوته قبائل: زناتة، وزواغة، وزواوة، ولماية، وسراته، وغياشة، ومكناسة، وغمارة
في منتصف رجب 173هـ/تشرين الثاني 789م، قدم صاحب أغادير العاصمة القديمة لمملكة أبي قرة. «محمد بن خرز» البيعة للملك الجديد إدريس الأول دون أي قتال. مكث هناك بضعة أشهر وأول عمل قام به بناء المسجد في مكان المعبد أوسليفا. ويعد مسجد أغادير، واحد من أوائل المساجد في المغرب العربي سنة 790. وبعدما أخطِر إدريس الأول بمؤامرة العباسيين عليه، نصب أخوه سليمان حاكم على أغادير، وتوجه إلى فاس حيث اغتيل هناك. وظلت أغادير خلال القرن التاسع قطب نفوذ للأدارسة. في القرن العاشر.
وقد جدد إدريس الثاني عام 199هـ/814م مسجدها وأصلح منبرها، وأقام بها ثلاث سنين بسط نفوذه فيها على بلاد زناتة، فاستوثقت له، وعقد عليها لابن عمه محمد بن سليمان بن عبد الله، واستمر حكم أبناء محمد بن سليمان في تلمسان وما حولها حتى تغلّب الفاطميون على المغرب الأوسط سنة 296هـ/908م وأخرجوا أعقاب محمد بن سليمان من تلمسان، فتوجه هؤلاء إلى الأندلس ودخلوا في طاعة الأمويين. وخليفتها عبد الرحمن الناصر لدين الله. في سنة 955.

### في فترةالدولة الفاطمية
وعند أفول الأدارسة، أصبحت أغادير تحت إمرة شيوخ مغراوة من (بني خزر)، وبني يفرن (والذي كان يرأسهم يعلى بن محمد  هذا الأخير وحد قبيلتي مغراوة وبني يفرن تحت عباءة الخليفة الأموي في الأندلس عبد الرحمن الناصر الذي عقد له عليها وعلى تلمسان سنة 340هـ/951م على أن يصد طمع الفاطميين ورجالهم من الزيريين، وأصبح كل المغرب الأقصى وغرب الجزائر الحالي تحت سيطرة هتين القبيلتين والذي جعل فاس عاصمة له. لتخسر تلمسان صدارتها. ولكن سيطرة بني يفرن على إقليم تلمسان لم تدم طويلاً، لما قتل يعلى على يد جوهر الصقلي (القائد الفاطمي). قام بأمر زناتة بعده محمد بن خزر، داعيا لحكم المستنصر وملك تلمسان أعوام 360هـ/971م. وسرعان ما أرسل الخليفة الفاطمي جموعا من بني هلال وبني سليم ليتعرض بنو يفرن لهجوم شرس تحالفت فيه الحماديون وبنو هلال ضد أمراء بني يفرن أين يعتبر أبو السوداء من بني يفرن آخر قائد لقوات زناتة يقوم ضد التحالف الحمادي الهلالي، أين تغلبا عليه وسيطرا على المنطقة. ومن آثار هته الهجمة دخول قبائل بربرية جديدة وهي لواتة وهوارة ومن بينهم بنو عبد الواد الذين يعدّون في الزناتية الجدد أي المتأثرين بالهلالية واستقروا فيها واختلطوا مع بني يفرن.
ومما يذكر هنا أنه في 973 وبعد استيلاء الفاطميين وأتباعهم الزيريين وأبناء عمومتهم الحماديين على تلمسان، نفى نحو 10.000 نسمة من سكانها إلى أشير (جنوب الجزائرالعاصمة) حيث بنوا مدينة هناك بالقرب من أشير تحت تسمية تلمسان والتي يرجح ان تكون بمايعرف اليوم بتسمسال
استقرت ولاية تلمسان في عقب يعلى بن محمد إلى أن انقرض أمرهم بعد مجيء المرابطين ومعهم قبيلة لمتونة الصحراوية. وفي سنة 468هـ/1075م دخلت تلمسان وما حولها ضمن نطاق سيطرة المرابطين.

### الدولة المرابطية

الإمبراطورية المرابطية

قدر أغادير سيرتبط منذ 1069 حتى 1143 بالمرابطين؛ وهم بدو من قبيلة لواتة من بربر صنهاجة الجنوبيين وزعيمهم يوسف بن تاشفين. وعند محاصرته لمدينة أغادير عام 474هـ-1081م، بنى مدينة جديدة بالمكان الذي نزلت به جيوشه والواقع غرب مدينة أغادير، أطلق عليها اسم «تقرارت» وهي كلمة بربرية بمعنى «المعسكر». وبعد دخوله المدينة قام بقتل كل سادة زناتة والقائمين على حمايتها، وأول ما قام به السادة الجدد هو بناء جدار للمدينة.
إن المملكة المرابطية امتدت من المحيط الأطلسي إلى الجزائر العاصمة. ثم سيطروا على الأندلس بعيد انهيار خلافة قرطبة، وظهور ملوك الطوائف ولتسمتع مدينة تقرارت، هذا المركز الجديد، من سحر الأندلس.
وبدأ بتشييد المقر الرسمي للحكم والإدارة (القصر البالي) وشرع كذلك ببناء المسجد الكبير والذي انتهي من بناءه في 1136. بعدما كانت الوظيفة الأولى لتقرارت تسيير وحكم مدينة اغادير مع ربطها بالامبراطورية المرابطية إلا انه مع الوقت أخذت تؤخذ في التوسع لتلتقي مع جارتها اغادير لنتحول تدريجيا من اغادير وتقرارت إلى تلمسان. ويمكن تقسيم هذا التحول عبر هته المراحل:
- المرحلة الأولى وهي مرحلة بناءالأحياء السكنية التي تتألف من باب زير، وباب علي، درب سلسلة، درب النعيجة، وبيني جملة، الصبانين، جامع الشرفة، القُرَّان. أي كل المدينة السفلى لتلمسان. وتم تجهيز كل حي بمكان للصلاة (المصلى) وبعض المرافق الضرورية كمخبزة والحمام والتي يتم مزجهم بذكاء داخل ذلك النسيج العمراني.
- المرحلة الثانية أو مرحلة إضافة الوظائف التجارية والحرفية وكذلك الوظائف الإدارية. وفي هذه المرحلة بدأت تقرارت لا تعتمد كثيرا على أغادير. وخاصة بعد بناء المسجد الكبير والذي يعد مقدمة لتوسيع تقرارت نحو الجنوب الشرقي، من خلال بناء أحياء درب السجان (إنتاج الأقفاص) بساحته الطحطاحة، درب سيدي حامد، درب مسوفة (خليط من المساكن والمتاجر). ثم إلى الشمال من المسجد الكبير، تجمع سيدي سعد، ومولاي عبد القادر ودرب الحوات (منطقة تقاطعية). وفي الشمال الغربي: حي باب اللان يحدها شرقا قصر الحاكم (القصر البالي). ومع التوسع البنايات السكنية كان لا بد من ظهور أول مراكز التسوق التقليدية: سويقة، الصاغة، الصباغين، الخراطين، الحلفويين، سوق الغزل.

وعدت تلمسان في هذه الفترة من أهم المراكز المتخصصة في علوم الفقه ولم يبق من كل مباني مملكة بن تاشفين سوى الجامع الكبير الذي بناه علي بن يوسف. لتصبح، بعد مراكش، العاصمة الثانية للإمبراطورية المرابطية التي شملت المغرب الأقصى والغرب الجزائري ولنبدأ باستخدام كلمة تلمسان.

### الدولة الموحدية(1143 - 1235)

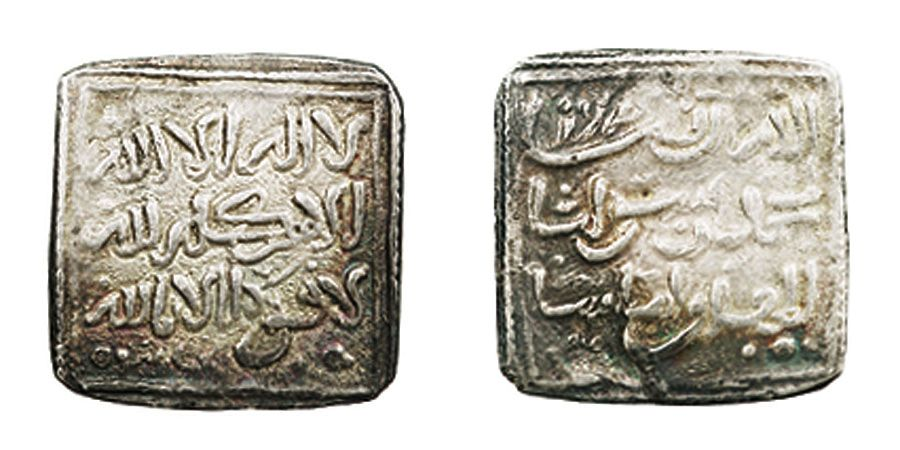
دينار موحدي بتلمسان

فلما ضعف أمر المرابطين قام المهدي ابن تومرت وهو عالم ولد في الأطلس بالاستيلاء على إرث المرابطين. وقائده ثم خليفته عبد المؤمن البربري وهو من منطقة تلمسان (جبل تاجرة من جبال ترارة بجوار ندرومة) والذي سوف يكبح تقدم الإسبان في الأندلس ويوحد المغرب العربي. دخل عبد مؤمن تلمسان سنة 540هـ/1145م، بعد تدمير أسوارها. تلمسان وبموقعها الاستراتيجي، وأصبحت عاصمة المقاطعة الشرقية للملكة. أين استثمر فيها الموحدين بسخاء، فقاموا ببناء القلاع، والمنازل الكبيرة والقصور بأسوار الصلبة. مما أسهم في تطور تلمسان وضربوا فيها عملتهم كما قاموا ببناء الفنادق (مكان استراحة القوافل)، وميناء هنين للتجارة ليسهل التجارة ما بين أفريقية وشمال المتوسط.وفي هته الفترة دخل
بنو عبد الواد في طاعة الموحدين واكتسبوا نظير ذلك حق الاستيطان في منطقة وهران وما يليها غرباً حتى تلمسان، وكان رؤساؤهم يتقاضون من الموحدين نصيبا من المال لقاء معاونتهم إياهم في حماية هذه النواحي من أعداء الموحدين، ثم شيئا فشئيا عهد إليهم خلفاء الموحدين في أخرى ات أيامهم بعمالة تلمسان فاستقروا فيها وفيما حولها وحصنوها وأصبحت إقطاعاً خالصا لهم.

## دولة بني عبد الواد
إن قبيلة بني عبد الواد إحدى بطون زناتة، وكان بنو عبد الواد يرتادون منطقة الأوراس ويشغلون إقليم الزاب بقسنطينة، فإنهم شاركوا مع جيش عقبة بن نافع الفهري سنة 62هـ/ 682م، أثناء حملته الثانية المشهورة وقد شملت أراضيهم بالأوراس  وقد أبلوا بلاء حسنا في مهمتهم إلى جانب المسلمين، وهذا دليل على أن بني عبد الوادي اعتنقوا الإسلام مبكرا.
في سنة 627هـ/1230م عقد لهم الخليفة الموحدي أبو العلاء إدريس المأمون على ولاية تلمسان فتولى الحكم جابر بن يوسف فقام يدبر شؤونها، ويدخل تحت نفوذه جميع بطون بني عبد الوادي ثم خلفه ابنه الحسن سنة 629هـ، ولكن بعد سنتين من

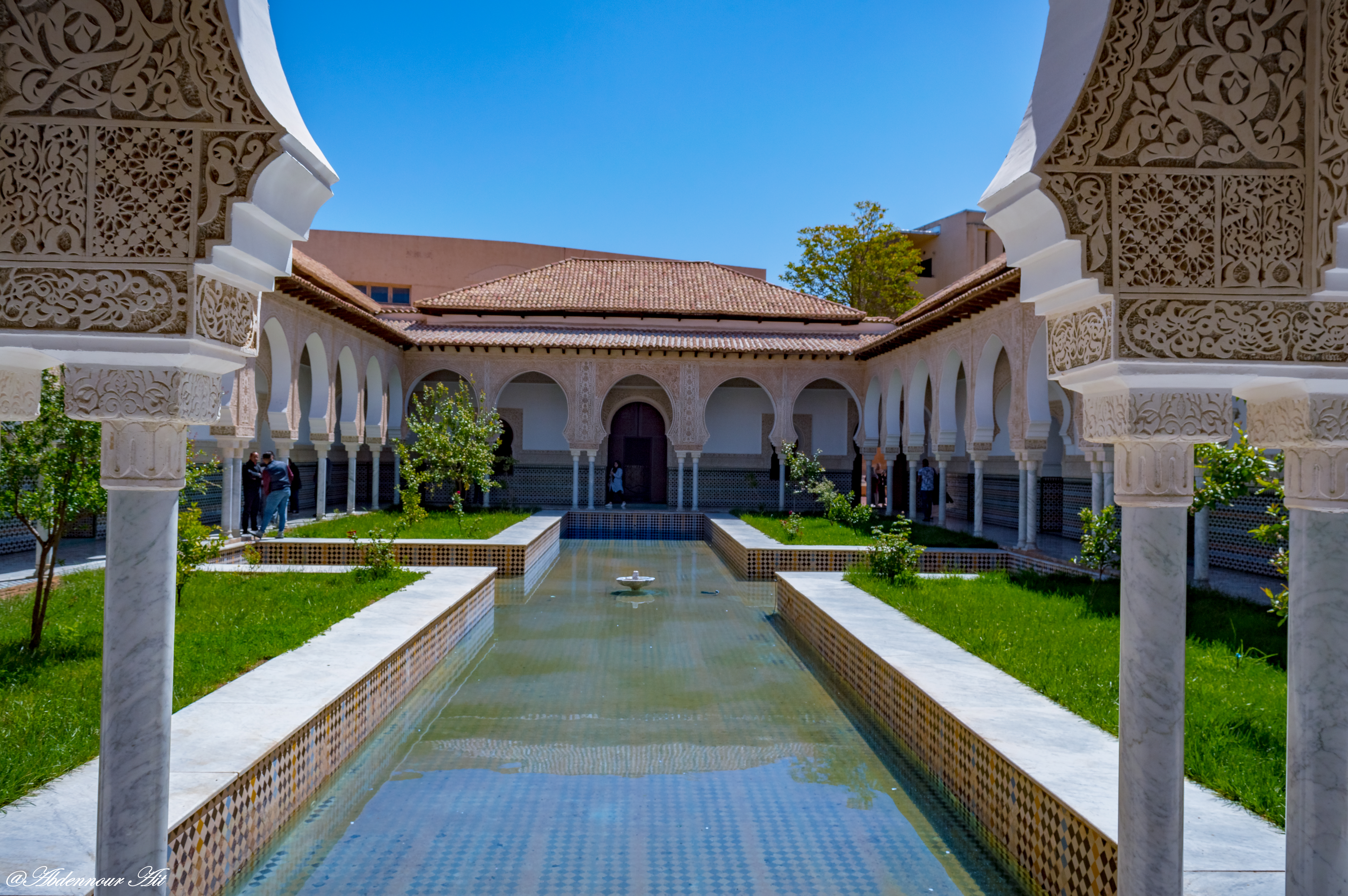
قصر المشور

ولايته ثار عليه أهالي تلمسان وخلعوه من منصبه، وحل محله عمه زغوان بن زيان بن ثابت سنة 637 هـ الذي قتل أثناء صراع شب بين قبائل بني عبد الوادي، فخلفه أخوه يغمراسن بن زيان 633 هـ ، والذي يعتبر المؤسس الحقيقي لدولة بني عبد الواد الزيانية واستطاع أن يظهر على الساحة السياسية في المغرب الأوسط فجعل من تلمسان قاعدة لحكمه الفتي ومقر إدارته، وبعد وفاته تولى ابنه أبو سعيد عثمان بن يغمراس بن زيان (681-703هـ) الحكم ولم يكن أقل من أبيه صلابة وحزما، فقضى سنوات حكمه القليلة في الدفاع عن بلده، ومحاولة توسيع رقعته، ثم خلفه أبو زيان بن أبي سعيد ما بين (703-707هـ)، وقد عزم على الخروج إلى الجيوش المرينية، وقاتلها حتى جاء بعده أبو حمو موسى الأول ابن أبي سعيد ما بين (707 – 718هـ)، إنه كان ملكا عصاميا شديدا وقد اعتنى بأمر رعيته إلى أن قتله ابنه أبا تاشفين الأول،

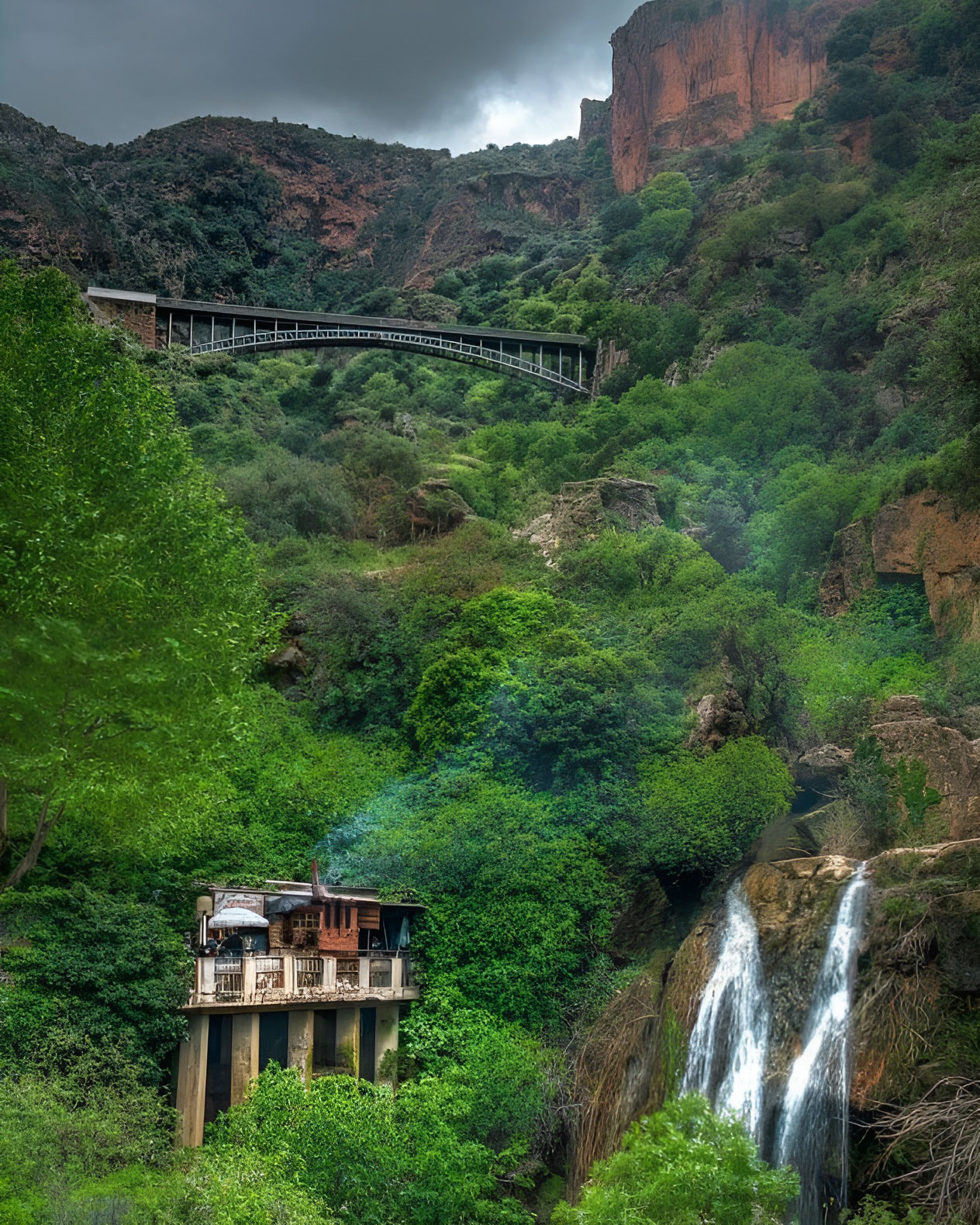
شلال الوريط

واعتلى الحكم ما بين (718-737هـ) ورغم ما كان عليه من العزم كان لا يخلو من الميل إلى أمور الدنيا وملذاتها حتى جاء بعده أبو حمو موسى الثاني ما بين (760-791هـ) ورجعت دولة بني زيان إلى عهد استقلالها بفضل هذا السلطان إلى أن ولي عهده أبو تاشفين الثاني ما بين (791-795هـ)، كانت ولايته تابعة للسلطان المريني، إلى أن مضت مدة حكمه، وتولى أبو ثابت بن أبي تاشفين الحكم سنة 796هـ. ولم تدم مدة حكمه، فقد قام ضده أحد أعمامه وهو أبو الحجاج يوسف بن أبي حمو الثاني، فخلفه وقتله شر قتله في قصر المشور.
ولم تدم مدة حكمه طويلا هو كذلك، وتوالت الحكام من بعده إلى أن جاء حكم أبو محمد عبد الله ما بين (934-947 هـ) الذي تولى الحكم من بعد أخيه أبو حمو الثالث وكانت مدة حكمه سلاما وهناء بحيث طرد الأسبانيين من بلاده حتى حكم الدولة الزيانية أبو زيان، ويعتبر هو آخر ملوكها.
وكان هم جل سلاطين بني عبد الواد النهوض بعاصمة ملكه إلى مصاف حواضر الغرب الإسلامي، فبدؤوا يجذبون إليهم الوجوه الفكرية والعلمية وخاصة من الأندلس. ولذلك كان عليهم خلق مناطق حضرية وعمرانية جديدة بجوار النسيج العمراني القديم. ويبين الترتيب الزمني التالي ذلك:
- يغمراسن بن زيان(1236 - 1282) وهي مرحلة التوسع نحو الجنوب الشرقي بدأها بتهيئة منطقة وسيطة وهي حمام الغولة (حارة الرمة) ودرب الشولي (حاليا بالقرب من سينماتك) مرورا بدرب حلاوة (شارع الفاطميين)، درب سيدي عبد اللي، درب اقطوط، درب املالة وفي الأخير درب القاضي. وعلى الشرق من إقامة منطقة سكنية مخصصة لاستقبال الأندلسيين الفارين من فتوحات الإسبان ويتكون من: حي باب الجياد، حي الرحيبة، درب الفوقي حتى درب السرور على الحدود الشرقية للمشور.

كما بنى قصرا للحكم «المشور» على مساحة 3 هكتارات، وهو ملتصق بالسور الجنوبي للمدينة، وبقرار يغمراسن تشييد القصر الملكي بمقابل المسجد الكبير يكون قد جمع بين الحياة العلمية والحياة السياسية مما اسهمفي ازدهار المنطقة الواقعة بينهما لتصبح أكبر مركز للتسوق في قلب مدينة تلمسان، وهذه المنطقة ستعرف لمدة قرنين من الزمن (من نصف القرن الثالث عشر إلى منتصف القرن الخامس عشر) ساحة القوافل (وخاصة قوافل الذهب والتي ساهمت في ازدهار تلمسان).
كما قرر يغمراسن بن زيان، في 1254 م بناء مئذنتي الجامع الكبير ومسجد أغادير.
إلى الغرب في 1268، مؤسس الدولة الزيانية وبهدف دفاعي بنى باب كشوت (باب سيدي بوجمعة)، مما سيشجع حفيده أبو حمو الأول ليعمر المنطقة المحيطة به.
- فترة أبو سعيد عثمان (1282-1299) وهي مرحلة تثبيت الدور التجاري الذي بدأت تلعبها تلمسان على الساحة الجهوية. وبدأت هته المرحلة بالتوسع نحو الجنوب عن طريق بناء مراكز تجارية اما نحو الغرب فكان ببناء مناطق سكنية. في 1286 عقدت معاهدة تجارية بين المملكة الزيانية ومملكة أراغون الإسبانية أين تم بموجبه بناء مركز تجاري إسباني في منطقة الشمال الشرقي للمشور وهي سوق القيصرية أو سوق قيصر (والموجودة ليومنا هذا). وكان مزودا بمدخلين، الأول في الجنوب والثاني في الغرب.

أما بناحية الغرب، فقد تم بناء مسجد سيدي بلحسن في 1296، مما مكن معماريي المدينة من سد الفجوة بين حي باب اللان وقصر الحكام السابق (القصر البالي) عن طريق بناء حي وسيط في الغرب من المسجد (درب الحجامين)، ومنطقة حرفية (درب الصاغة الجديد) المعروف باسم رأس الصاغة وهو على الجنوب من المسجد.
- فترة أبو حمو موسى الأول (1307-1318) وهي مرحلة التوسع العمراني، من الشمال الغربي إلى الجنوب الغربي.

ففي الجنوب الغربي، وبهدف تثبيت سلطة بني عبد الواد على مختلف القبائل سواء العربية أو البربرية، تم استدعاء جميع ممثلي القبائل للمساهمة في تدشين مسجد المشور سنة 1310. وكانت المنطقة السكنية الجديدة تبدأ من باب كشوت والعرعار مرورا بالمشور وامتدت حتى درب رأس القصبة (في أعلى شارع باريس حاليا).
وفي الشمال الغربي، تم تأسيس أول مدرسة خاصة من طرف أولاد الإمام لتكون كمحور أساسي للنسيج الحضري الجديد الذي يربط بين منطقة باب اللان (حي المرابطين والذي بني في المرحلة الثانية لتوسع تقرارت) مع الحي الذي أسسه أبو سعيد عثمان (درب الحجامين).
- فترة أبو تاشفين الأول (1318-1336) المرحلة التي اهتمت بتجميل المدينة، وهذا ترجم ببناء أربعة قصور صغيرة محيطة بالقصر الملكي ليغمراسن.

كما بنا أجمل مدرسة في الساحل الجنوبي للمتوسط: المدرسة التاشفينية والتي كانت تفصل ما بين سوق القيصرية الأسباني وساحة القوافل. كما أن الدور الذي لعبه الحوض الكبير حوّل مركز تلمسان نحو الغرب.
- فترة أبو حمو موسى الثاني (1359-1389) تميز بإنشاء المجمع الثقافي للمدرسة اليعقوبية في 1363، ومسجد سيدي إبراهيم المصمودي والذي بني حول ضريح سيدي عبد الله الشريف التلمساني كما ربط أبو حمو الثاني المشور بحي أولاد الإمام.
- فترة أبو عباس أحمد (1430-1462) في فترة حكمه رفعت أسوار المشور سنة (1446). وكان البرتغاليين قد حولوا طريق الذهب ليمر عبر سواحل المحيط الأطلسي عوض مروره عبر تلمسان. ولهذا لم يكن للساحة المخصصة للقوافل في قلب تلمسان أي داع الآن. وتم استغلالها بإدخال الحي اليهودي إلى داخل المدينة

وتذكر بعض الأساطير بأنها نتيجة لمعالجة ابنة سلطان من الطرف الطبيب والحاخام اليهودي افرايم انقوة بعد أن استعصى مرضها على أطباء المدينة؛ فتقديرا لذلك، أتاح للجالية اليهودية للسكن في وسط تلمسان وبناء كنيس يهودي. والذي كان في عهد الموحدين خارج باب القرمادين في منطقة قباسة أين توجد المقبرة اليهودية إلى يومنا هذا وبها قبر الحاخام افرايم انقوة والذي يعد مزارا للجاليات اليهودية في العالم. وربما لاعتبارات أمنية فإن الحي اليهودي كان يلاصق المباني الحكومية: فمن الجنوب قلعة المشور وفي الشمال المسجد الكبير وأول مطعم خيري سمى بقوت القلوب لسيدي بلحسن الغماري سنة 1430، وفي الشرق فهناك المدرسة التاشفينية والمحكمة أما في الغرب مسجد سيدي إبراهيم والمدرسة اليعقوبية الممتدة والتي كانت حتى مسجد سيدي بلحسن. كما لعب يهود تلمسان دورا مهما ولا سيما في الصناعات الحرفية كالذهب والأدوات المنزلية والتجارة.
بعيدا عن التجارة والصناعات اليدوية، فإن تلمسان اشتهرت كذلك بجامعاتها باعتبارها أصبحت ملتقي للعلماء والطلاب من جميع أنحاء العالم. حيث بلغ عدد سكانها حوالي 125,000 نسمة، وكما أصبح للمدينة عدة بناءات عمومية: 60 مسجدا، وخمس مدارس، عدة حمامات، فنادق، ثلاثة أسوار، العديد من خزانات المياه لري الحدائق منها الحوض الكبير الذي كان يروي ما لا يقل عن 14,000 حديقة، 100 طاحونة، الخ...
لتصبح تلمسان في ذلك الوقت كانت واحدة من أفضل المدن تميزا ومن أكثرها تمدنا.

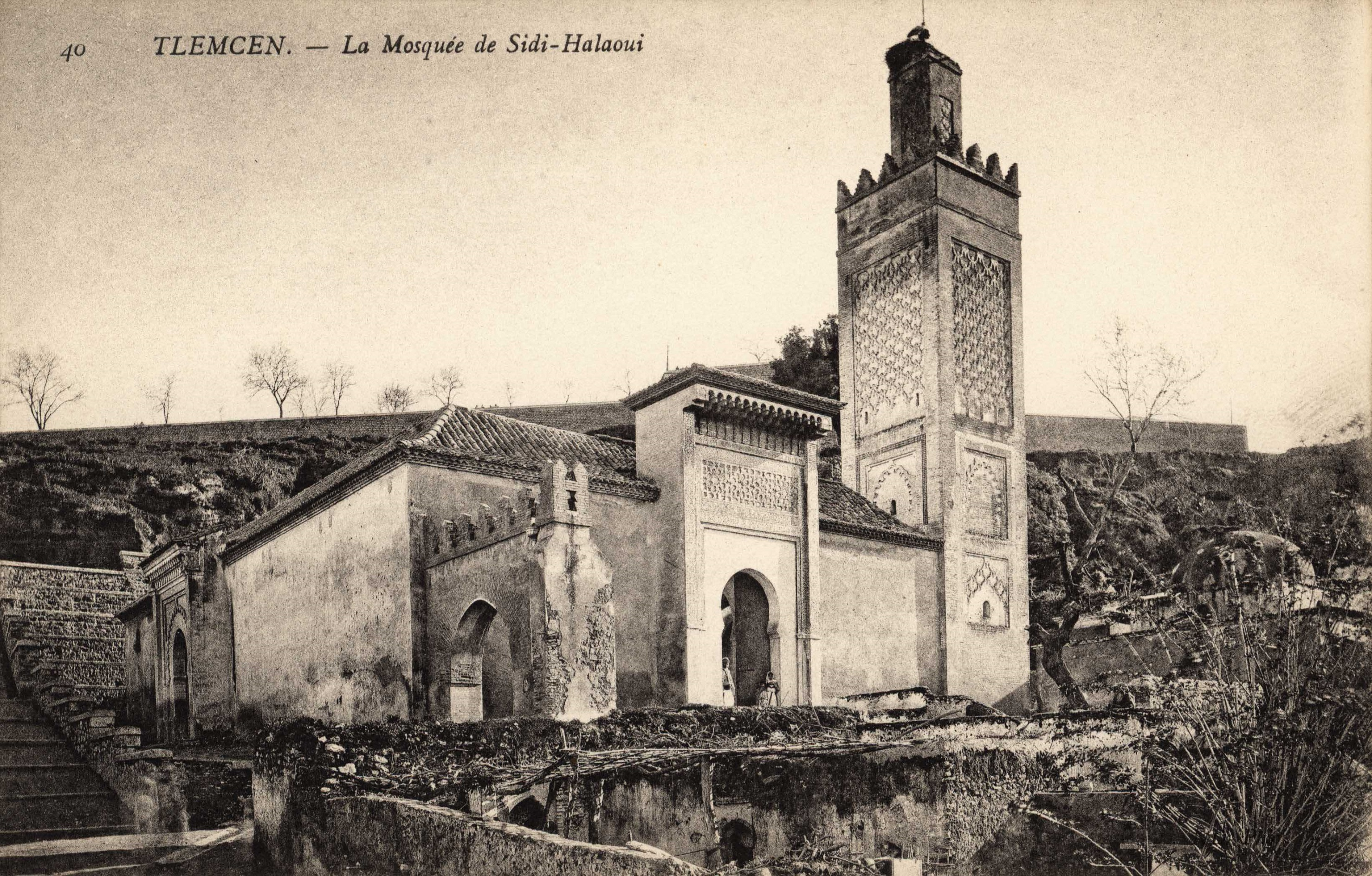
مسجد سيدي الحلوي

ولهذا أسالت لعاب جيرانه، خاصة المرينيين، وعليه تحملت مشاق الحصار والذي استمر أكثر من ثماني سنوات (1299 - 1307). وأصل ذلك انه طلب السلطان المريني يعقوب يوسف بن يعقوب من السلطان الزياني أبي سعيد عثمان أن يسلمه الوزير ابن عطوش الذي كان ثار مع أحد أبناء السلطان المريني ضده ولجؤوا هاربين إلى تلمسان ولما عفا السلطان عن ابنه أبى أبا سعيد تسليم الوزير مما أثار ذلك حفيظة أبي يعقوب، فقرر المسير إلى تلمسان وحاصرها واحتشد في ذلك احتشادا لم يسمع بمثله، وتعرضت تلمسان بسبب ذلك لخطر من أشد ما مرت به في تاريخهاين بنا السلطان المريني المرافق لعسكره على المرتفعات الغربية لتلمسان ما كان في أول الأمر مخيم عسكري مؤقت، ليتخذ مع مرور الوقت شكل مدينة حيث بنى السلطان المريني قصرا ومسجدا كبيرا، ومبان للقضاء وبعض الخدمات الأخرى.

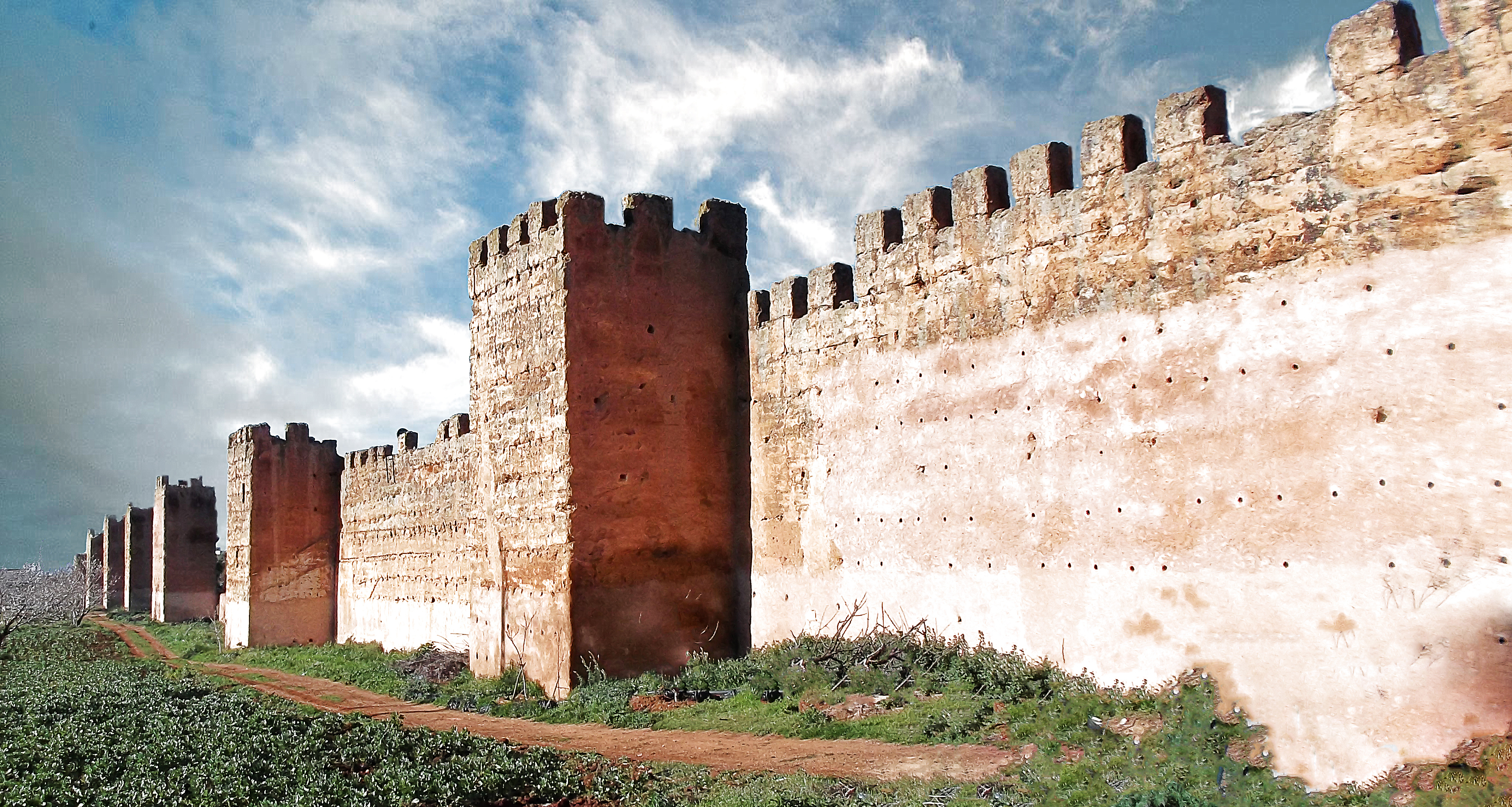
سور المنصورة

وسماه بالمنصورة وتربعت هته المدينة الجديدة على حوالي 100 هكتار. ومع ذلك، فان تلمسان لم تفتح رغم هذا الحصار الطويل ووجب الانتظار سنوات أخرى حتى تمكن المرينيين من إدخالها تحت سلطتهم أي ما بين (1337-1348) ثم (1352-1358). والنشاط المعماري الذي قام به الأمير االمريني هذه هي خارج نطاق منصورة إلى قرى القاعدة العباد سيدي الحلوي فيها بنى مسجدين، على التوالي، في 1339 و1357. هذا لم يستغرق سوى خمسة وعشرين عاما وفإن بني عبد الواد انتقل إلى تلمسان. وهكذا، فإن المملكة استعادت استقلالها لكنه خرج المستنفدة للغاية من هذه التجارب.
ومع ذلك ينبغي أن نتذكر أن آخر ملوك غرناطة أبو عبد الله حياته انتهى به المطاف سنة 1494 في تلمسان
ضعفت قوة الزيانيين مع التدخلات الأسبانية لأمور الخلافة في قصر المشور. وأخيرا، تم نقل عائلة أحد آخر ملوك بني زيان وحلفائها إلى قشتالة في 1550، والعديد من سكانها الحاليين ما زالوا متعلقين بهذا النسب.

## تلمسان في العهدالعثماني

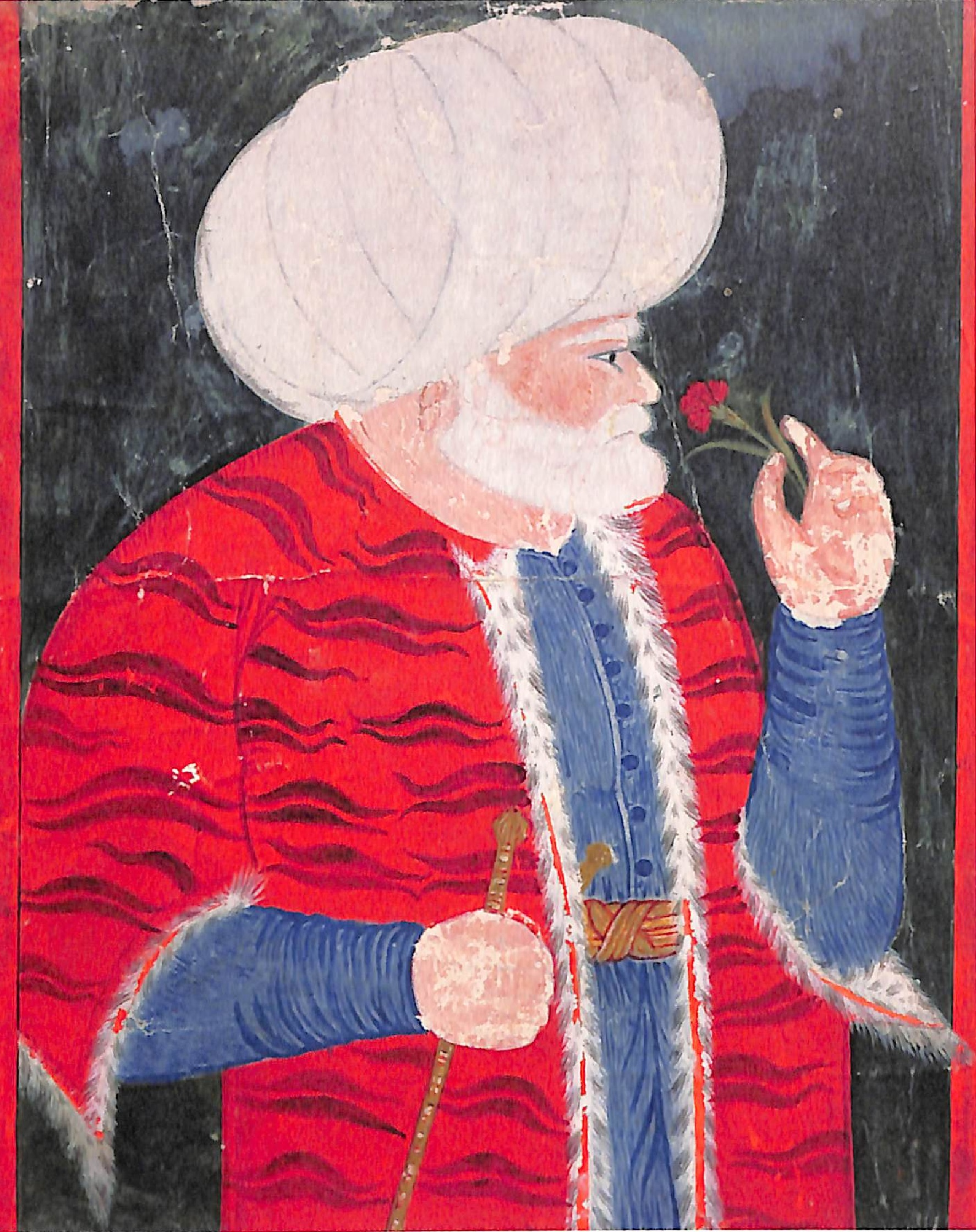
خير الدين بربروس

بدات طلائع الأخوة بربروس عروج وخير الدين وإسحاق، وصلوا إلى الحوض الغربي للمتوسط منذ القرن الرابع عشر ولكن تدخل أوائل العثمانيين في الجزائر، كان استجابة لطلب الجزائريين، لمشاركتهم في الدفاع عن بلادهم من الاحتلال الإسباني. وكان أول ما وقع تحت سيطرتهم مدينتي جيجل ثم الجزائر لينطلقوا بعدها نحو مدينة تنس التي كانت تحت راية الزيانيين في صيف 923/1517م وتقدم بابا عروج إلى تلمسان، حيث كان السلطان الزياني أبو حمو الثالث قد اغتصب الملك من ابن أخيه أبي زيان وأودعه السجن، فتلقى دعوة من بعض أعيان تلمسان لإعادة أبي زيان إلى الملك وانتصر بابا عروج عليه، ففر السلطان الزياني إلي فاس ثم إلى وهران، ومن هذه الأخيرة توجه إلى بلاط ملك إسبانيا شارل الأول، لطلب عونه. ودخل عروج تلمسان في رمضان 923 / سبتمبر 1517م، واستحوذ على الملك فيها، وقتل أبا زيان بعد أن أعاد له الملك فترة من الزمن وكذلك كل أفراد الأسرة المالكة إلا من فر منهم، والمتعاطفين معهم من التلمسانيين ثم جد في توطيد سلطته في المدينة وحصينها. وقام بتحالف دفاعي وهجومي بينه وبين سلطان فاس، ليستقر بابا عروج في المدينة.
جاء رد فعل الإسبان سريعا، بمحاصرة بابا عروج في تلمسان. وبعد أن طال انتظاره لوصول المدد من حليفه السلطان الوطاسي حاول الفرار في اتجاه الغرب مع القليل من الأتراك الذين بقوا ولكن سرعان ما تمكن الإسبان وبعد معركة عنيفة من القضاء عليه وعلى رفاقه في ماي 1518 في بني زناسن. وأعاد الإسبان الملك إلى أبي حمو الثالث الذي قبل أن يدفع ضريبة سنوية لهم مقدارها 12000 دوكاتو زائد 12 من الخيل و6 من إناث الصقور. وبمقتل بابا عروج وأخيه إسحاق في تنس والقوات التي كانت معهما، كاد أن ينتهي الحكم العثماني في الجزائر لولا نهوض خير الدين بربروس بالحكم في الجزائر وبدأ توسيع سلطته شيئا فشيئا إلى أن قضى نهائيا على نفوذ الزياني واستولى صالح رئيس (باشا الجزائر) على تلمسان باسم الأتراك العثمانيين عام 963هـ/1555م.
أما في ما يخص النسيج العمراني والتركيبة السكانية لتلمسان فبعدما عرفت تلمسان قبل دخول الاتراك أوجها في العمران والتمدن وبدخولهم إلى الجزائر خسرت تلمسان نهائيا دورها الريادي في المغرب الأوسط وأصبحت تتبع غيرها من المدن كمازونة ثم وهران. كما ظهر في تلمسان عنصر جديد جاء كنتيجة لتزاوج الأتراك مع السكان المحليين لما سيعرف بالعنصرالكولوغولي أو القراعلة والذين أصبحوا سادة للمدينة على حساب بقية مركبات المجتمع من البربر والعرب الأندلسيين.
وسيستقر الوافدين الجدد في المكان الذي بقي حتى الآن فراغا بمنطقة الجنوب الغربي. أي في حي باب الحديد، وهو الحدث المهم والوحيد في التطور العمراني لهته المدينة أثناء الحكم العثماني.
وبسيطرتهم على تلمسان سنة 1555 دق آخر مسمار في نعش المدينة القديمة، كما كانت هذه بداية عهد جديد لم يكن بالأفضل في تاريخها بما أنها لم تعد سوى مكان لتمركز القوات العسكرية ومكانا لجمع الإتاوات والضرائب من السكان. مما أدى بانحطاطها وتدهور حالتها. حتى دفع البعض منهم إلى هجرتها هربا من وحشية الوافد الجديد. حتى وصل عدد سكانها سنة 1842 إلى أقل من 5000 نسمة.
وبعد أن حرمت من لقبها كعاصمة. لم يشفع لتلمسان ماضيها التليد أن ترقى حتى لمقر لبايلك من بيالك السلطة العثمانية. وفضل الاتراك مراكز أقل أهمية منها كمازونة ثم معسكر وأخيرا وهران. لتخسر تلمسان نهائيا وبلا رجعة مع الأتراك سيطرتها السياسية من ثمة الاقتصادية.
وخلال قرون التدهور والانحطاط شهدت هته المدينة تراجع عدد حرفييها وصناعها الذين كانوا يمثلون مفخرة وزهو المنطقة. فذهبت العديد من التقنيات التي كانت إلى وقت قريب محل إعجاب وفخر ك: السكة (ضرب النقود) الصناعات اليدوية، ونحت على الخشب والسيراميك، والتطريز، والمجوهرات، والمفروشات، والجلود.صناعة السروج، ولم ينجو من هته الصناعات سوى النسيج، ومع ذلك خسر الكثير من النوعية والتقانة التي لم تعد كما كانت في الماضي.
أما في التعمير فلم يكن ذا أهمية مسؤوليهاما عدا منطقة في الشمال الغربي لم يتم تعمر من قبل والمعروفة بتافراتة، (نسبة لقبيلة تافرانت الزناتية وكان يتمثل دور هته المنطقة خلال الازمنة الغابرة كمستقر للبدو المتحالفين مع تلمسان في الأيام الصعبة مثل الحروب مثلا. كما استعمل ان أبو حمو موسى الأول (1307 - 1317) جزءا منها كمخزن للغذاء (مطمورة) تحسبا لأي حصار قادم، كما استغلت في السنوات الرطبة لزراعة القمح.

## تلمسان في عهد الاستعمار الفرنسي
- 1834-1836 : اتصل أعيان من تلمسان مع السلطان المغربي لتحتمي به.
- 1837-1842 : تعتبر هذه فترة المقاومة والتي انتهت بموجب معاهدة التافنة (1837) بين الأمير عبد القادر والفرنسية المحتل.
- 1842-1962 : الاحتلال الفرنسي النهائي 1842. الهندسة العسكرية الفرنسية وجود المؤسسة العسكرية في 1852 من نحو تافراتة المناطق التي تقع في الشمال الغربي.

### تلمسان في عهد الأمير عبد القادر
أقام الأمير عبد القادر في مدينة تلمسان فترة غير قصيرة خلال مقاومته للاستعمار، حيث اضطر إلى «الهرب» إليها، والتحصن بقلعة المشور، وفي عهد كانت منطقة تلمسان من أكبر المناطق السياسية والعسكرية، وقد عين عليها خليفته مصطفى بن التهامي على رأس مسؤولين آخرين، وهذا خصوصا بعد تقلص الثورة نحو الهضاب العليا في مطلع الأربعينات من القرن التاسع عشر. وكانت سياسة اميره على المنطقة سبب في خروج قبائل بني عامر عليه وذلك لما جار في حكمه وعسفهم وخفض رتبة أكابرهم وصناديدهم، فركّب ونزّل وولىّ وعزل ورفعوا به الشكوى إلى الأمير فلم يستجب لهم. فاجتمع أكابرهم ورؤساؤهم على تأمير رجل بوشيخي يقال له «محمد بن عبد الله» فأمَّروه عليهم بواسطة أكابر الدوائر وصاروا يتحاكمون عنده، وكان بليد الطبع لا يحسن الحكم ليدخلوا بعدها المغرب. وقد تعرض الأمير للوشاية التي جعلته يخسر ألفا (1000) من جنوده خلال معركة السكاك·
ما زالت تلمسان تحتفظ بسهم من سهامه الذي أطلقه على أحد جند العدو فاستقر في أعلى جدار في أحد أحياء المدينة القديمة كتذكارا.

### تلمسان تحت الاحتلال الفرنسي

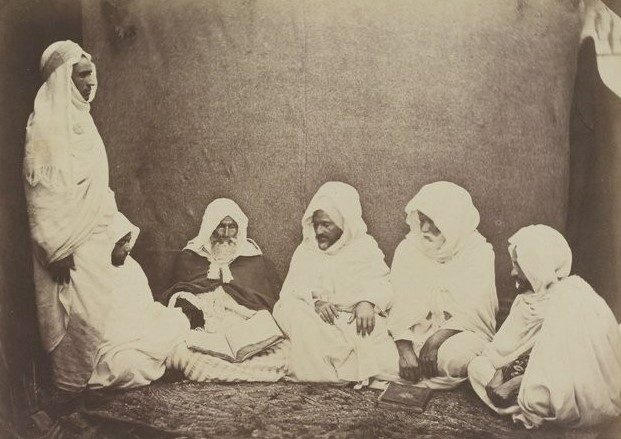
أعيان تلمسان 1850م

في بادئ الأمر اهتمام السلطات الفرنسية بالجانب العسكري (1842-1851) كان دفاعيا مما جعلها تحول جزءا القصر الملكي (المشور)إلى ثكنة كما تم البدء في بناء ثكنة غرمالة والتي احتلت ثلث المدينة كما أنشأت ثكنة مصطفى في بيت عربي قديم وحديقة. الاهتمام العسكري للسلطات بدا يخف وكتاثير لذلك بدؤوا المستعمر في رسم الشوارع الواسعة كشارع سيدي بلعباس (شارع أول نوفمبر) شارع فرنسا (شارع الاستقلال) وشارع باريس (شارع تيجاني دمرجي). ووفقا للخطة إعادة التهيئة المقررة في 1845، قامت السلطات الاستعمارية اختارت التهديم والإخلاء في 1887 عن طريق خلق ساحتي الفندق والمسجد. ومنطقة تفراتة الغير معمرة، ساعدتالسلطات الفرنسية لإنشاء نواة للمدينة أوروبية دون مصادرة أو تطبيق نظام الحدود كما هو الحال في الأراضي المستغلة سابقا. وهكذا في 1860، وافتتح الشارع الوطني (شارع العقيد لطفي) بعرض 33 م، قام بتهيئة الحي الأوروبي (الدرك، الدائرة، الكنيسة والمحكمة).

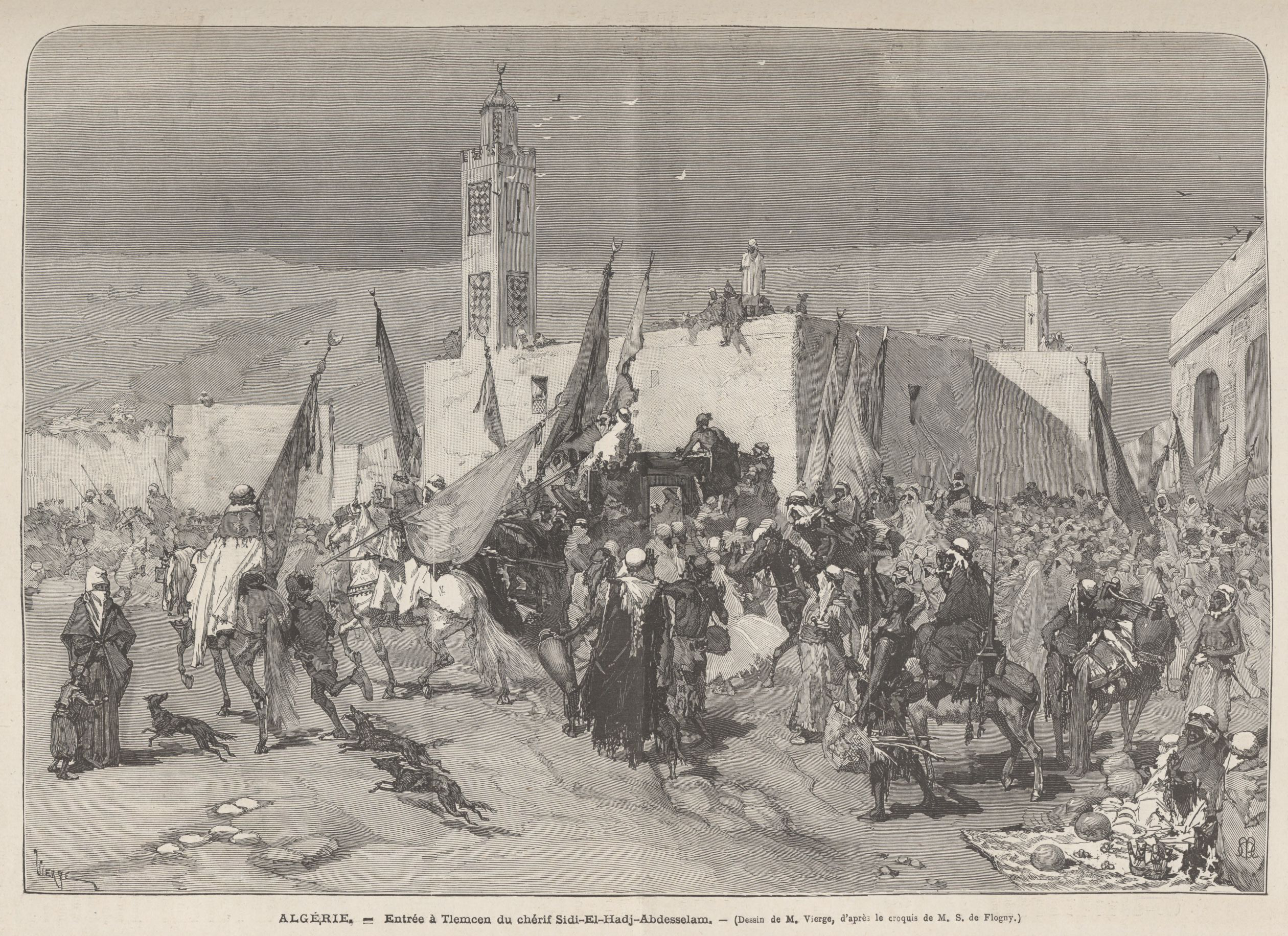
تلمسان عام 1876م عتد سيدي عبد السلام

بناء ساحات في مركز المدينة دفع بتدمير المدرسة التاشفينية (1872)، والمدرسة اليعقوبية وإغلاق المدرسة أولاد الامام. في عام 1904، ودمر الاستعمار سوق القيصرية لبناء السوق المغطاة.
بعد 1920، أخذ التعمير بعدا جديدا بالبناء ما وراء الأسوار، وإنشاء حي بوسيجور، بيل اير على الطريق المؤدي إلى منصورة وسيدي شاكر عند سفح الهضبة لالة ستي، ومواصلة القلعة.
أيضا، في فترة الاستعمار الفرنسي لتلمسان ارتفع عدد السكان من 5.000 نسمة في 1842 إلى 73.000 نسمة في عام 1954 و82.500 نسمة في عام 1960. وخلال هذه الفترة كذلك، خسرت تلمسان مكانتها امام وهران.
إنشاء السكة الحديدية من المحمدية إلى بشار ضيع لتلمسان دورها السابق كصلة بين الشمال والجنوب.
ومن آثارها تدهور الصناعات التقليدية في عام 1958 من أصل 152,000 م2 المنتج من السجاد في الغرب الجزائري تم انسج ما لا يقل عن 108,000 م2 في تلمسان وحدها. كما سيحدد دور تلمسان في المجال الزراعي، كما تم إنشاء شبكة من التعاونيات والبنوك المنظمة.
وجدير بالذكر أنه في عام 1900، و40 من معالم والمواقع الأثرية بتلمسان صنفت تراثا وطنيا.

## تلمسان بعد الاستقلال

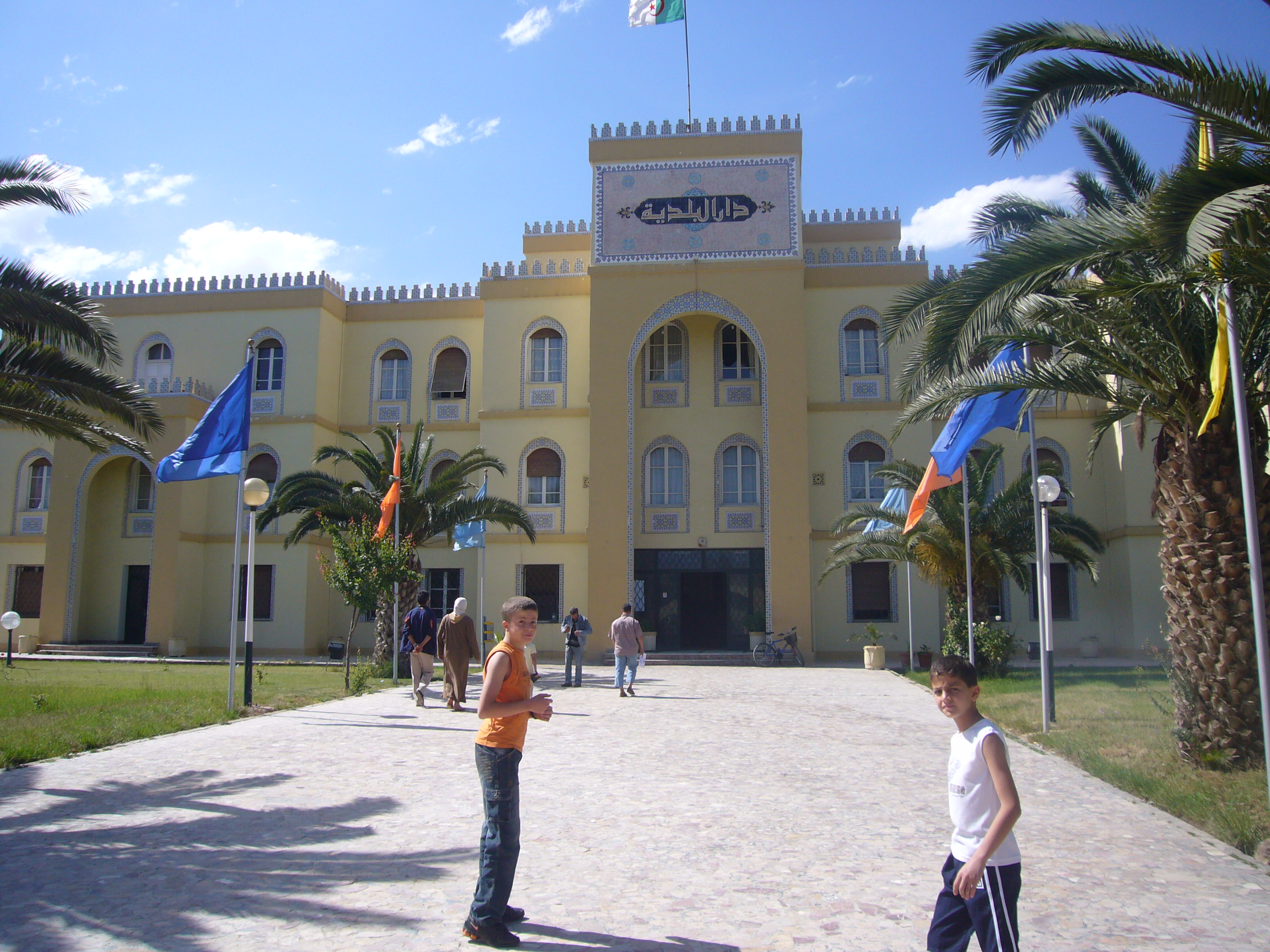
بلدية تلمسان

الاستقلال لن يكون تغيير جذري في ولاية مساحات إذا كان ذلك نهاية الفصل العرقي. من جهة هناك أخذت من السكان التلمسانيين إلى الجزائر، وهران، سيدي بلعباس، وبالاشتراك مع تدفق السكان من المناطق الريفية إلى المدينة.
كما يبدو أن يثبت والتوسع الكبير في منطقة الظاهرة بودغن وقضم الأراضي الزراعية في الدائرة الوطنية للتوظيف زو ¬ متفرقة قرب المدينة. المدينة دائما انخفاض أقل ببطء من خلال أنشطتها، ومنتجات الحرف اليدوية والتجارة «التقليدية» للتدهور الفضاء. بالنسبة لكليهما، وهذا يبدو قريب تخفيف من سكانها. سكان المدينة وتمكنت الهجرة إلى أجزاء أخرى من المدينة نشوئها إلى «المنازل الشاغرة»، والأحياء الجديدة، تاركة المدينة إلى السكان أقل تفضل. المدينة المنورة فيما يبدو للبقاء على قيد الحياة إلا من خلال أنشطتها التجارية والحرفية. ويبدو أن كل شيء يحدث كما لو أن الاقتصادية نشاط خارج الفضاء أن يولد. وهذا يعني أن تراكم من المدينة المنورة وجود على الإطلاق في العودة. بل لا ساري اللازم لدعم
الاستثمار.

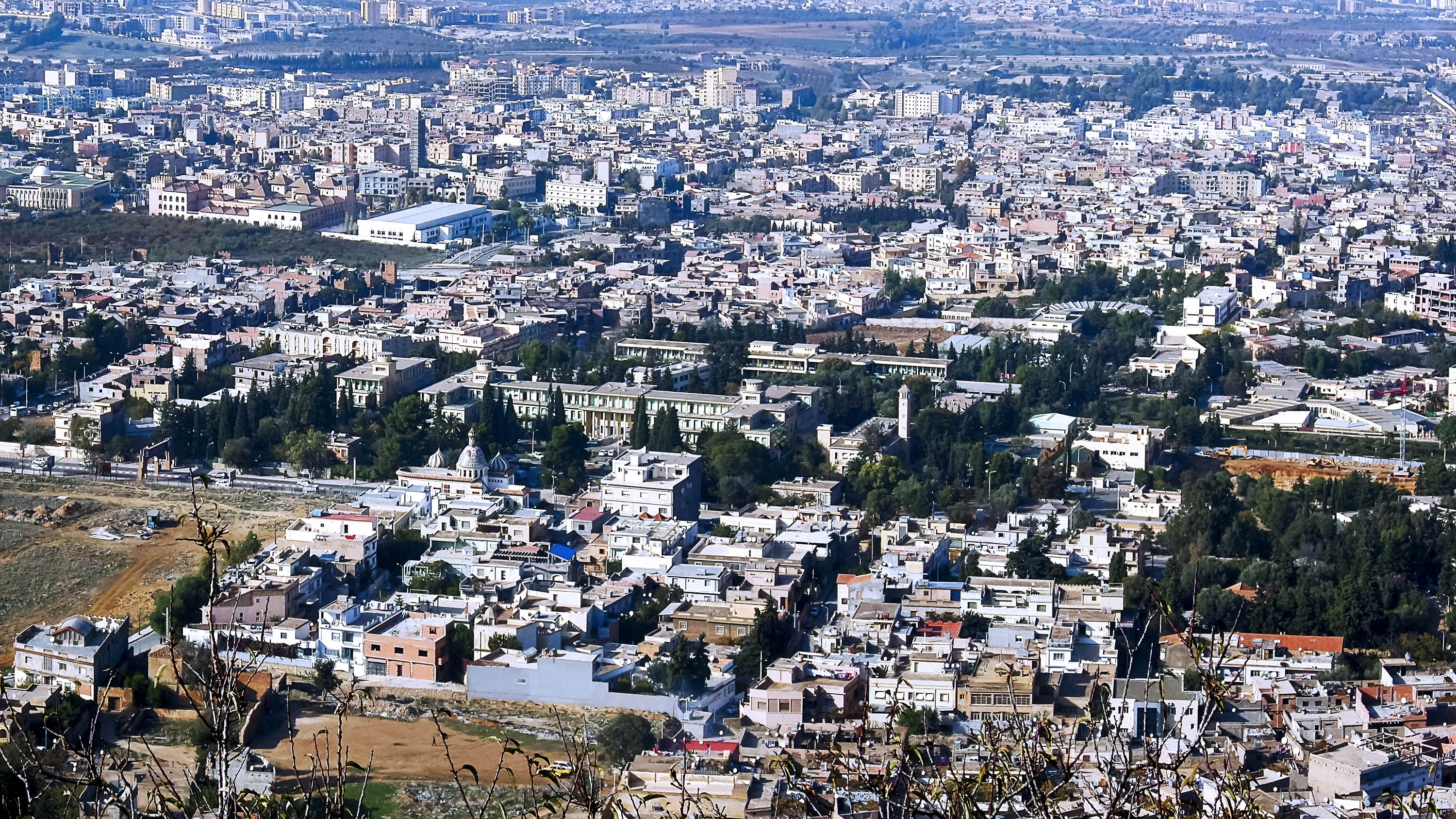
منظر عام من هضبة لالة ستي

وفي الوقت الراهن، منقسمة بين "المدن والبلدات ويبدو المستهلكة، وستبقى إلى الابد" عمل "ما بعد الحقبة الاستعمارية. ولا يزال النمو الحالي في هذا الشوط من قبل الآخرين. الاستعماري وسط المدينة مشبعة تماما على الرغم من محاولات تخفيف المعدات. تلمسان نمو التنافسية ضم الفضاء تنقسم إلى ثلاث فئات كبيرة الفضائية: سكني / الإسكان الهياكل/ المرافق، والإنتاج / المنطقة الصناعية.
كل من هذه المجالات الرؤى، بما في ذلك تدفق ¬ الصدارة التي تسببها. كلهم يعارضون بدرجات متفاوتة في المناطق الريفية يتنافسون على قدر مائة ¬ احتلال الأرض.
الصناعية وشبه الصناعية تستهلك كل 220 هكتار و80 هكتار من الأراضي الزراعية عالية الغلة المروية داخل محيط تلمسان. وهذا من شأنه زعزعة توازن كثيرا من البلدة ¬ العمل في المنزل وعلى وجه الخصوص من تعقيد التدفق اليومي داخل المدينة. كل الظواهر المرئية بالفعل مباشرة بعد تسوية رينيه نزوح القسري وتدمير المدينة.

## هوامش
1. ↑  الخبر عن تلمسان تاريخ ابن خلدون الجزء الرابع(221 من 258
2. ↑  الدراسة باليونتولوجية لكهوف اوزيدان لبول بالاري
3. ↑  صاقلة باب القرمادين تلمسان من العصر الحجري الكاتب:ايستونيي من جمعية الجغرافيا وعلم الآثار لمقاطعة وهران
4. 1 2  "تلمسان الماضي المفقود" لويس أبادي. منشورات قونديني
5. 1 2  الجزائر أثناء الاحتلال الرومانية، شنيتي المجلد 1، الجزائر، 1999
6. ↑  والدليل على حكم ورمندة بعد أبيه هو عثور علماء الحفريات والمؤرخين على عملة فضية تحمل اسمه.
7. ↑  "الدليل السياحي لمنطقة تلمسان". جيلالي صاري طبعة الديوان السياحي لتلمسان 1994 مطبعة ابن خلدون تلمسان
8. ↑  تاريخ ابن خلدون الفصل الرابع في ذكر أخبارهم على الجملة من قبل الفتح الإسلامي ومن بعده
9. 1 2  مدينة تلمسان : تركة التاريخ. فؤاد غماري
10. ↑  تاريخ بن خلدون
11. ↑  يعلى بن زيري بن عطية والزيري بن عطية بن عبد الله بن خزرهذا, زعيم قبيلة مغراوة، من بربر زناتة. ولاه أبو عامر المنصور على المغرب الأقصى سنة 381 هـ فقضى على عصيان القبائل. وفي عام 382 هـ وفد زيري على المنصور بقرطبة، فانتهز ابن عمه (يدو بن يعلى اليفرني) زعيم قبيلة (يفرن)، من بربر زناته، واستولى على فاس فعاد زيري إلى المغرب واسترد المدينة بعد حرب ضارية، وقتل (يدو) وأرسل رأسه إلى المنصور بن أبي عامر." زيري بن عطية">زيري بن عطية  كلمات.كوم تاريخ الولوج 04/12/2008. [وصلة مكسورة] نسخة محفوظة 23 أكتوبر 2013 على موقع واي باك مشين.
12. ↑  الكامل في التاريخ الجزء الخامس "ذكر مسير المعز لدين الله العلوي من الغرب إلى مصر" (180 من 309)
13. ↑  عبد العزيز فيلالي، تلمسان في العهد الزياني ج1، طبع المؤسسة الوطنية للفنون المطبعية، الجزائر 2002
14. ↑  خالد بلعربي، الدولة الزيانية في عهد يغمراسن بن زيان، دراسة تاريخية وحضارية، 633-681 هـ/1235-1282م، الطبعة الأولى، 1426هـ/ 2005م، المكتبة الوطنية للفنون المطبعية، مطبعة تلمسان
15. ↑  عمارة عمور، الموجز في تاريخ الجزائر، دار الريحانة للنشر والتوزيع، الجزائر، الطبعة الأولى 2002، ص79
16. ↑  عثمان الكعاك، "موجز تاريخ العام للجزائر من العصر الحجري إلى الاحتلال الفرنسي "دار الغرب الإسلامي 2003 الطبعة الأولى ص 120.
17. ↑  ابن الأحمر، (أبو الوليد إسماعيل بن يوسف ابن الأحمر) تاريخ الدولة الزيانية بتلمسان، تحقيق: هاني سلامة، الطبعة الأولى 1421هـ/2001م، مكتبة الثقافة الدينية للنشر والتوزيع.
18. ↑  كما تدل عليه الشاهد الذي تم عرضه في المعرض العالمي لباريس في عام 1889
19. ↑  لمحة تاريخية : تلمسان، العاصمة القديمة للمغرب الأوسط، ب. الحصار، مجلة جمعية أصدقاء تلمسان العدد 1، باريس، 2000.
20. ↑  ذخيرة الأواخر والأول فيما ينتظم من أخبار الدول, الشيخ أبو حامد العربي المشرفي